# Kelsie Murrel-Ross
Kelsie Murrel-Ross (* 9. Juni 2002 im Saint David Parish) ist eine grenadische Leichtathletin, die sich auf das Kugelstoßen spezialisiert hat und auch im Diskuswurf an den Start geht.

## Sportliche Laufbahn
Erste internationale Erfahrungen sammelte Kelsie Murrel-Ross bei den CARIFTA-Games 2018 in Nassau, bei denen sie mit einer Weite von 14,14 m mit der 3-kg-Kugel die Silbermedaille in der U17-Altersklasse gewann. Anschließend startete sie bei den Olympischen Jugendspielen in Buenos Aires und gelangte dort auf Rang fünf. Im Jahr darauf siegte sie mit 14,22 m bei den CARIFTA-Games in George Town in der U20-Altersklasse und gewann mit 40,30 m die Bronzemedaille im Diskuswurf. 2021 stellte sie in St. George’s mit 16,18 m einen neuen Landesrekord im Kugelstoßen auf und belegte dann im Dezember bei den erstmals ausgetragenen Panamerikanischen Juniorenspielen in Cali mit 15,39 m den fünften Platz im Kugelstoßen und erreichte mit dem Diskus mit 35,42 m Rang elf. 2023 belegte sie bei den Zentralamerika- und Karibikspielen in San Salvador mit 15,70 m den sechsten Platz und gelangte dann bei den Panamerikanischen Spielen in Santiago de Chile mit 15,88 m auf Rang zehn.
In den Jahren 2019 und 2021 wurde Murrel-Ross grenadische Meisterin im Kugelstoßen sowie 2021 auch im Diskuswurf.

## Persönliche Bestleistungen
- Kugelstoßen: 16,18 m, 24. April 2021 in St. George’s (grenadischer Rekord)
  - Kugelstoßen (Halle): 15,21 m, 4. März 2022 in Pittsburg
- Diskuswurf: 47,41 m, 21. Mai 2022 in Hutchinson